# Hermé
Pour l’article homonyme, voir Pierre Hermé.
Hermé est une commune française située dans le département de Seine-et-Marne en région Île-de-France.

## Géographie

### Localisation
La commune est située à environ 11,2 kilomètres au sud  de Provins .

### Géologie et relief
La commune est classée en zone de sismicité 1, correspondant à une sismicité très faible. L'altitude varie de 56 mètres à 160 mètres pour le point le plus haut , le centre du bourg se situant à environ 59 mètres d'altitude (mairie).

### Hydrographie

#### Réseau hydrographique

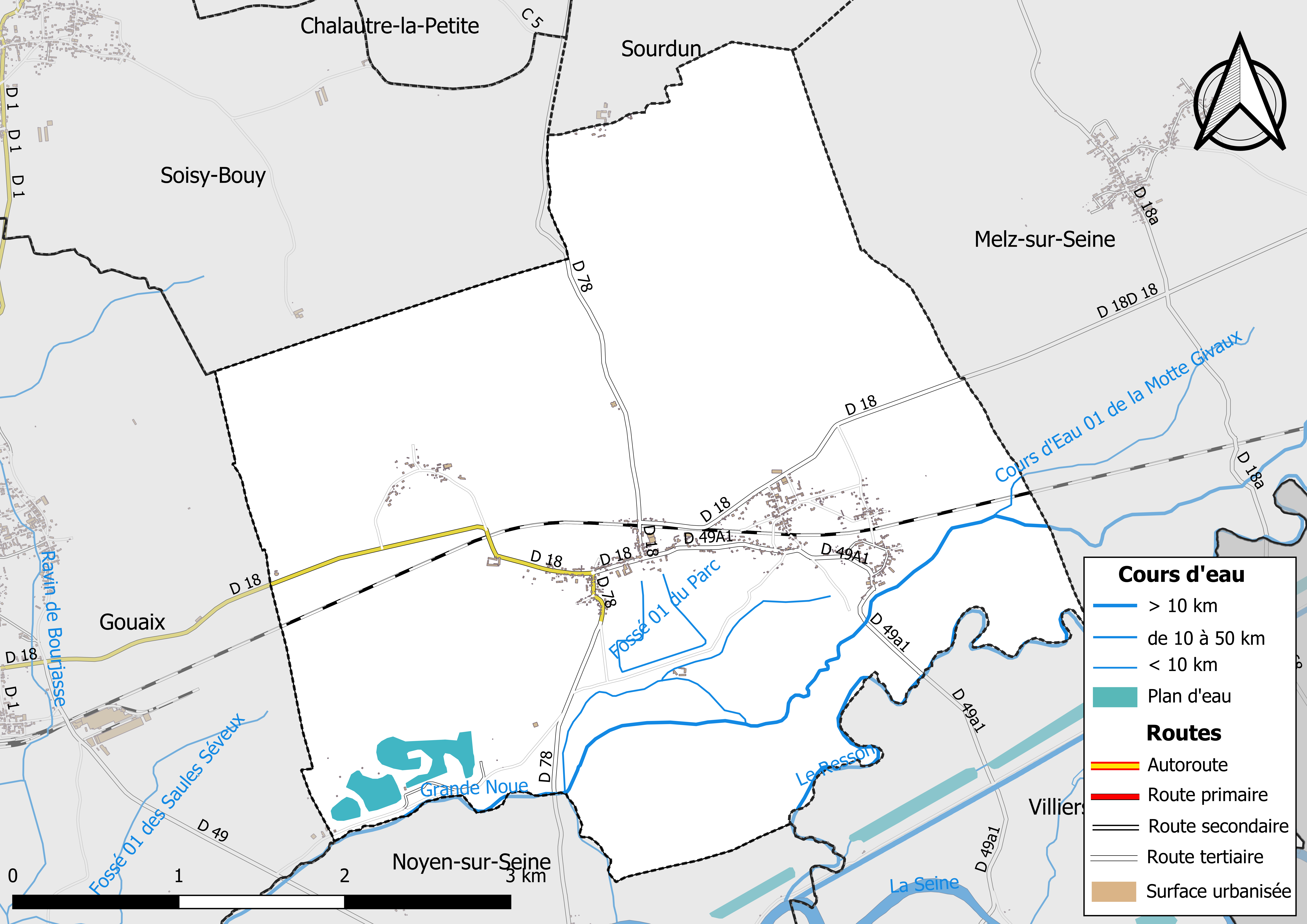
Carte des réseaux hydrographique et routier d'Hermé.

Le réseau hydrographique de la commune se compose de sept cours d'eau référencés :
- le Resson, long de 23,71 km[3], affluent de la Seine ;
- un bras de la Grande Noue d'Hermé, 0,95 km[4], qui conflue avec la Seine ;
  - un bras de 1,73 km[5], qui conflue avec un bras de la Grande Noue d'Hermé ;
    - le cours d'eau 01 de la Motte Bonnot, 1,23 km[6], qui conflue avec un bras de la Grande Noue d'Hermé ;
- la Grande Noue d’Hermé, longue de 21,61 km[7], affluent de Vidée du Paradis ;
  - le cours d'eau 01 de la Motte Givaux, 2,18 km[8], affluent de la Grande Noue d'Hermé ;
- le fossé 01 du Parc, canal de 1,75 km[9].

La longueur totale des cours d'eau sur la commune est de 10,77 km.

#### Gestion des cours d'eau
Afin d’atteindre le bon état des eaux imposé par la Directive-cadre sur l'eau du 23 octobre 2000, plusieurs outils de gestion intégrée s’articulent à différentes échelles : le SDAGE, à l’échelle du bassin hydrographique, et le SAGE, à l’échelle locale. Ce dernier fixe les objectifs généraux d’utilisation, de mise en valeur et de protection quantitative et qualitative des ressources en eau superficielle et souterraine. Le département de Seine-et-Marne est couvert par six SAGE, au sein du bassin Seine-Normandie.
La commune fait partie du SAGE « Bassée Voulzie », en cours d'élaboration en décembre 2020. Le territoire de ce SAGE concerne 144 communes dont 73 en Seine-et-Marne, 50 dans l'Aube, 15 dans la Marne et 6 dans l'Yonne, pour une superficie de 1 710 km2. Le pilotage et l’animation du SAGE sont assurés par Syndicat Mixte Ouvert de l’eau potable, de l’assainissement collectif, de l’assainissement non collectif, des milieux aquatiques et de la démoustication (SDDEA), qualifié de « structure porteuse ».

### Climat
Pour des articles plus généraux, voir Climat de l'Île-de-France et Climat de Seine-et-Marne.
En 2010, le climat de la commune est de type climat océanique dégradé des plaines du Centre et du Nord, selon une étude du CNRS s'appuyant sur une série de données couvrant la période 1971-2000. En 2020, Météo-France publie une typologie des climats de la France métropolitaine dans laquelle la commune est exposée à un climat océanique altéré et est dans la région climatique Nord-est du bassin Parisien, caractérisée par un ensoleillement médiocre, une pluviométrie moyenne régulièrement répartie au cours de l’année et un hiver froid (3 °C).
Pour la période 1971-2000, la température annuelle moyenne est de 10,9 °C, avec une amplitude thermique annuelle de 15,3 °C. Le cumul annuel moyen de précipitations est de 690 mm, avec 10,8 jours de précipitations en janvier et 7,5 jours en juillet. Pour la période 1991-2020, la température moyenne annuelle observée sur la station météorologique la plus proche, située sur la commune de Bouy-sur-Orvin à 14 km à vol d'oiseau, est de 11,4 °C et le cumul annuel moyen de précipitations est de 635,9 mm,. Pour l'avenir, les paramètres climatiques de la commune estimés pour 2050 selon différents scénarios d'émission de gaz à effet de serre sont consultables sur un site dédié publié par Météo-France en novembre 2022.

### Milieux naturels et biodiversité

#### Réseau Natura 2000

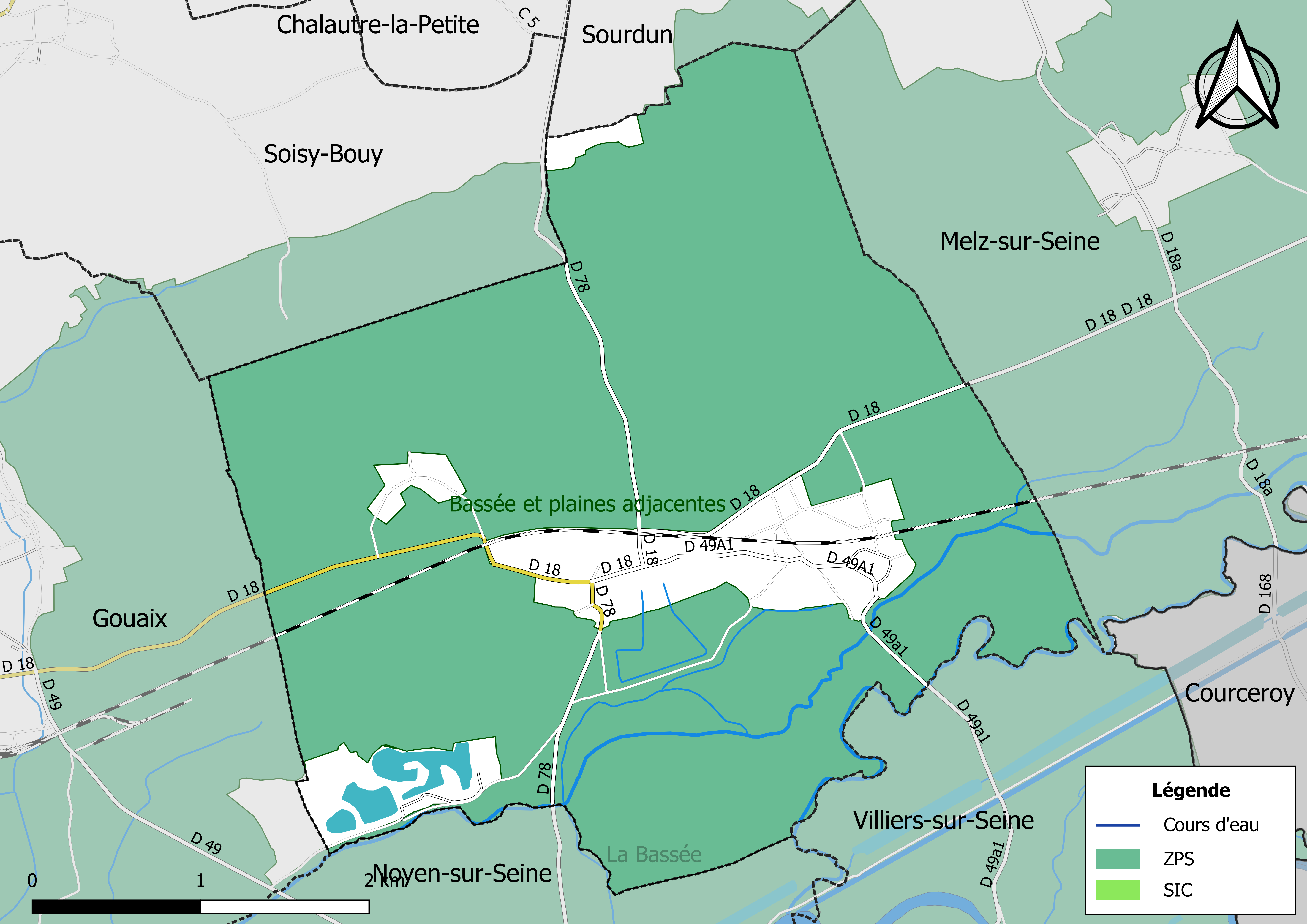
Sites Natura 2000 sur le territoire communal.

Le réseau Natura 2000 est un réseau écologique européen de sites naturels d’intérêt écologique élaboré à partir des Directives « Habitats » et « Oiseaux ». Ce réseau est constitué de Zones spéciales de conservation (ZSC) et de Zones de protection spéciale (ZPS). Dans les zones de ce réseau, les États Membres s'engagent à maintenir dans un état de conservation favorable les types d'habitats et d'espèces concernés, par le biais de mesures réglementaires, administratives ou contractuelles.
Un site Natura 2000 a été défini sur la commune au titre de la « directive Habitats », : 
- la « Bassée », d'une superficie de 1 403 ha, une vaste plaine alluviale de la Seine. Elle abrite la plus grande et l’une des dernières forêts alluviales du Bassin parisien ainsi qu’un ensemble relictuel de prairies humides[22],[23] ;

et un  au titre de la « directive Oiseaux » :  
- la « Bassée et plaines adjacentes », d'une superficie de 27 643 ha, une vaste plaine alluviale de la Seine bordée par un coteau marqué au nord et par un plateau agricole au sud. Elle abrite une importante diversité de milieux qui conditionnent la présence d’une avifaune très riche[24],[25].

#### Zones naturelles d'intérêt écologique, faunistique et floristique
L’inventaire des zones naturelles d'intérêt écologique, faunistique et floristique (ZNIEFF) a pour objectif de réaliser une couverture des zones les plus intéressantes sur le plan écologique, essentiellement dans la perspective d’améliorer la connaissance du patrimoine naturel national et de fournir aux différents décideurs un outil d’aide à la prise en compte de l’environnement dans l’aménagement du territoire.
Le territoire communal d'Hermé comprend trois ZNIEFF de type 1,, : 
- les « boisements alluviaux entre Herme et Melz-sur-Seine » (939,4 ha), couvrant 4 communes du département[27] ;
- les « Pelouses et boisements calcicoles la Queue Guérin » (14,46 ha)[28] ;
- la « Reserve de la Bassée et Abords » (1 062,13 ha), couvrant 8 communes du département[29] ;

et deux ZNIEFF de type 2, : 
- la « Forêt de Sourdun » (1 744 ha), couvrant 7 communes du département[30] ;
- la « vallée de la Seine entre Montereau et Melz-sur-Seine (Bassee) » (14 216,75 ha), couvrant 26 communes du département[31].

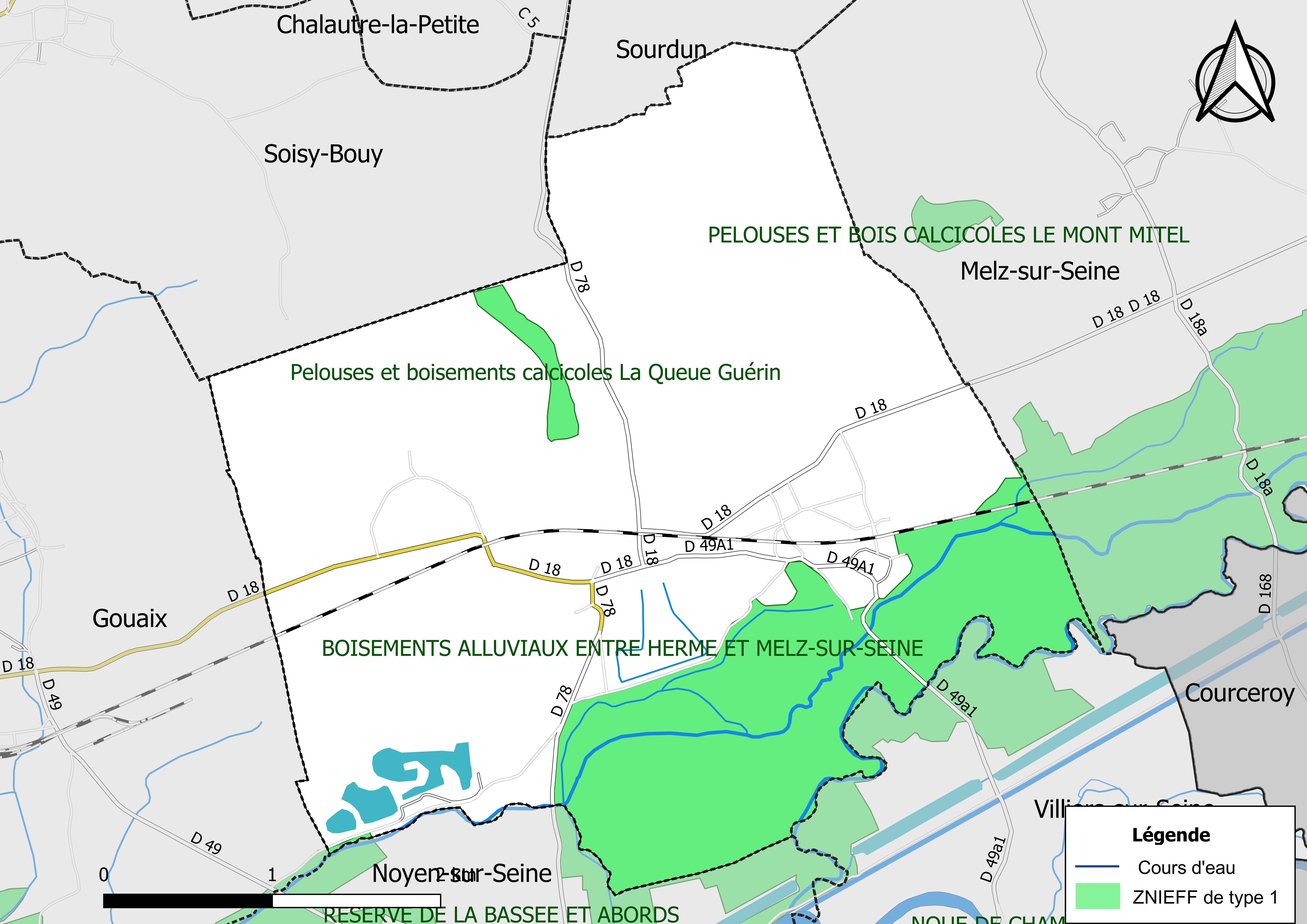
Carte des ZNIEFF de type 1 de la commune.
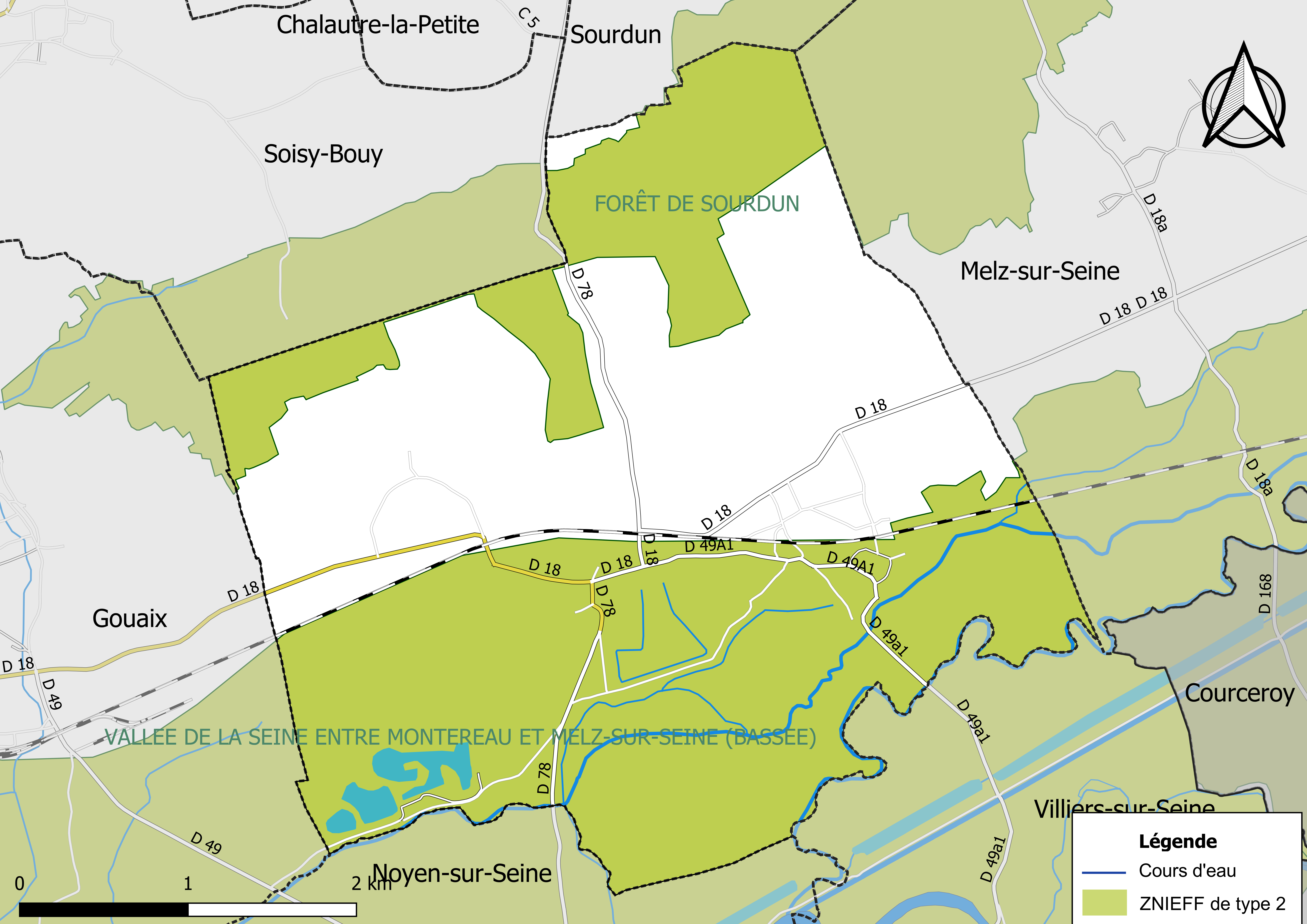
Carte des ZNIEFF de type 2 de la commune.

## Urbanisme

### Typologie
Au 1er janvier 2024, Hermé est catégorisée commune rurale à habitat dispersé, selon la nouvelle grille communale de densité à sept niveaux définie par l'Insee en 2022.
Elle est située hors unité urbaine. Par ailleurs la commune fait partie de l'aire d'attraction de Paris, dont elle est une commune de la couronne,. Cette aire regroupe 1 929 communes,.

### Lieux-dits et écarts
La commune compte 98 lieux-dits administratifs répertoriés consultables ici (source : le fichier Fantoir).

### Occupation des sols
L'occupation des sols de la commune, telle qu'elle ressort de la base de données européenne d’occupation biophysique des sols Corine Land Cover (CLC), est marquée par l'importance des territoires agricoles (54,1 % en 2018), en diminution par rapport à 1990 (55,5 %). La répartition détaillée en 2018 est la suivante : 
terres arables (52,9 %), forêts (35,7 %), zones urbanisées (4,8 %), eaux continentales (3,5 %), mines, décharges et chantiers (1,9 %), zones agricoles hétérogènes (1,1 %).
Parallèlement, L'Institut Paris Région, agence d'urbanisme de la région Île-de-France, a mis en place un inventaire numérique de l'occupation du sol de l'Île-de-France, dénommé le MOS (Mode d'occupation du sol), actualisé régulièrement depuis sa première édition en 1982. Réalisé à partir de photos aériennes, le Mos distingue les espaces naturels, agricoles et forestiers mais aussi les espaces urbains (habitat, infrastructures, équipements, activités économiques, etc.) selon une classification pouvant aller jusqu'à 81 postes, différente de celle de Corine Land Cover,,. L'Institut met également à disposition des outils permettant de visualiser par photo aérienne l'évolution de l'occupation des sols de la commune entre 1949 et 2018.

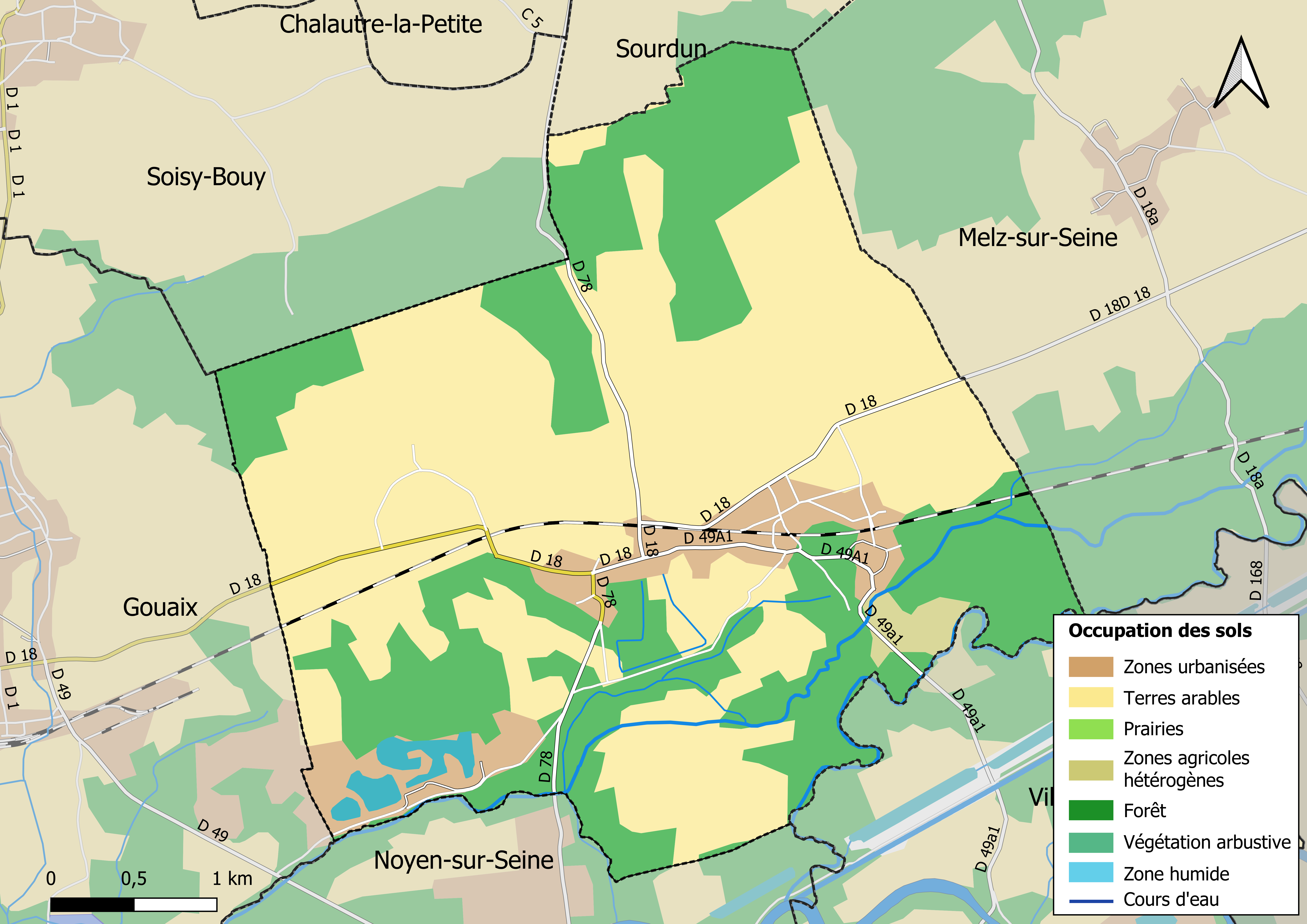
Carte des infrastructures et de l'occupation des sols en 2018 (CLC) de la commune.
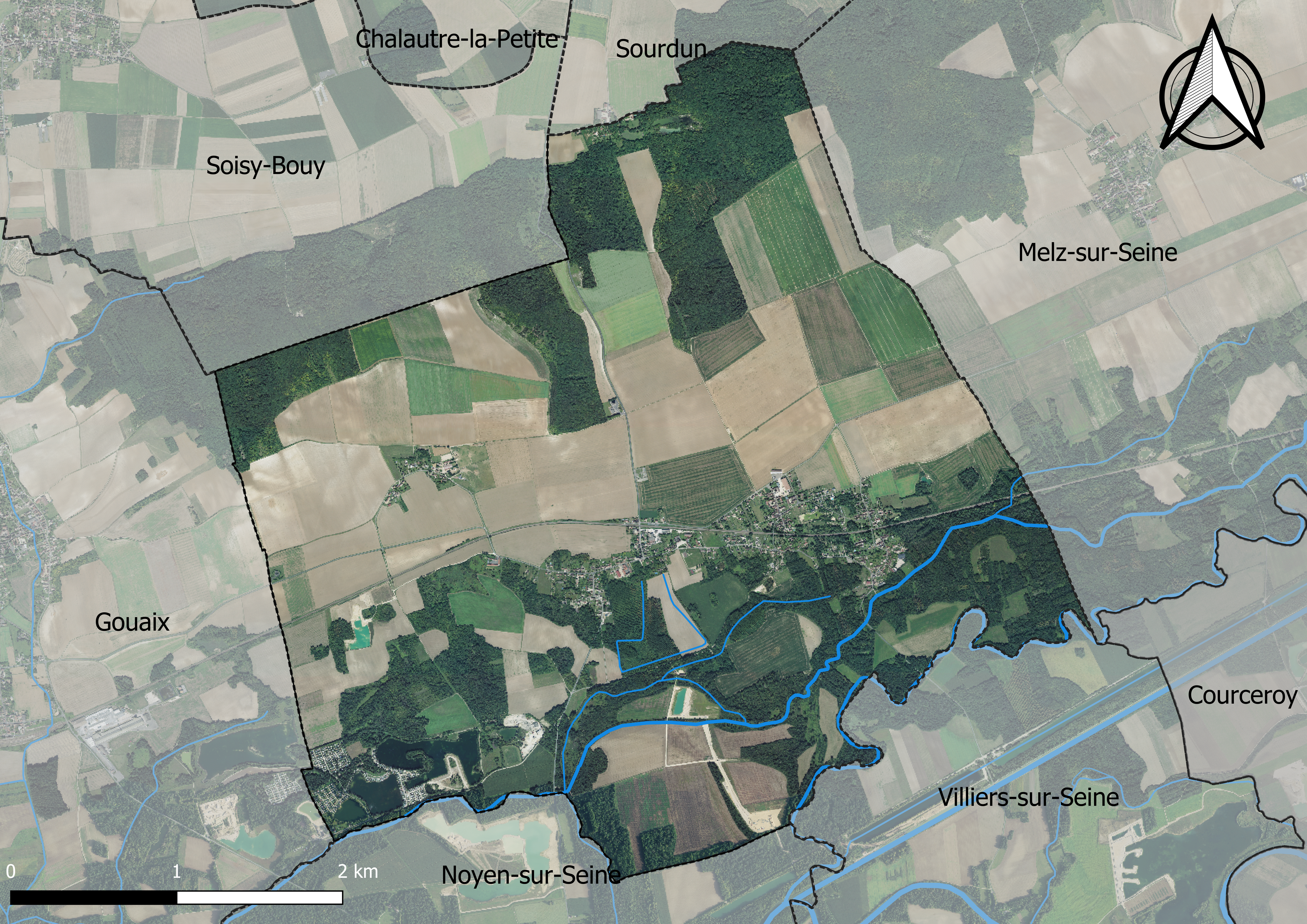
Carte orhophotogrammétrique de la commune.

### Planification
La loi SRU du 13 décembre 2000 a incité les communes à se regrouper au sein d’un établissement public, pour déterminer les partis d’aménagement de l’espace au sein d’un SCoT, un document d’orientation stratégique des politiques publiques à une grande échelle et à un horizon de 20 ans et s'imposant aux documents d'urbanisme locaux, les PLU (Plan local d'urbanisme). La commune est dans le territoire du SCOT Grand Provinois, dont le projet a été arrêté le 29 janvier 2020, porté par le syndicat mixte d’études et de programmation (SMEP) du Grand Provinois, qui regroupe les Communautés de Communes du Provinois et de Bassée-Montois, soit 82 communes.
La commune disposait en 2019 d'un plan local d'urbanisme en révision. Le zonage réglementaire et le règlement associé peuvent être consultés sur le Géoportail de l'urbanisme.

### Logement
En 2016, le nombre total de logements dans la commune était de 591 dont 53,3 % de maisons et 0,3 % d’appartements.
Parmi ces logements, 42,8 % étaient des résidences principales, 52,7 % des résidences secondaires et 4,5 % des logements vacants.
La part des ménages fiscaux propriétaires de leur résidence principale s’élevait à 87,6 % contre 8,8 % de locataires et 3,6 % logés gratuitement.

### Voies de communication et transports

#### Transports
La commune est desservie par les lignes 3203, 3211 et 3257 du réseau de bus Provinois - Brie et Seine.

## Toponymie
Le nom de la localité est mentionné sous les formes Hermez en 1166 ; Ermez en 1224 ; Domus de Ermeto en 1250 ; Hermers en Esmers en 1275 ; Ermiers en 1276 ; Ermer au XVe siècle ; Armez en 1509 ; Hermer en 1521.
En dialecte champenois : Hermé, terrain dont la couche arable a été emportée par l'eau des collines (de Provins), probablement de l'oïl erme « terre inculte »
. « À Sourdun, l'érosion a emporté la terre des sommets dont le Seron, a traversé le "désert d'Hermé" et l'a stabilisé près de Gouaix en une couche stable, fertile appelée : latten ».

## Histoire
Grâce au portail Archinoë des archives départementales, on peut lire la monographie sur la commune d'Hermé écrite par l'instituteur Pichoret en date du 28 octobre 1888 :

## Politique et administration

### Liste des maires
| Période                                  | Période  | Identité            | Étiquette | Qualité |
| ---------------------------------------- | -------- | ------------------- | --------- | ------- |
| Les données manquantes sont à compléter. |          |                     |           |         |
| avant 1981                               | ?        | Joseph Jourdain     |           |         |
|                                          |          |                     |           |         |
| mars 2008                                | En cours | Jean-Pierre Bourlet |           |         |

## Équipements et services

### Eau et assainissement
L’organisation de la distribution de l’eau potable, de la collecte et du traitement des eaux usées et pluviales relève des communes. La loi NOTRe de 2015 a accru le rôle des EPCI à fiscalité propre en leur transférant cette compétence. Ce transfert devait en principe être effectif au 1er janvier 2020, mais la loi Ferrand-Fesneau du 3 août 2018 a introduit la possibilité d’un report de ce transfert au 1er janvier 2026,.

#### Assainissement des eaux usées
En 2020, la commune d'Hermé ne dispose pas d'assainissement collectif,.
L’assainissement non collectif (ANC) désigne les installations individuelles de traitement des eaux domestiques qui ne sont pas desservies par un réseau public de collecte des eaux usées et qui doivent en conséquence traiter elles-mêmes leurs eaux usées avant de les rejeter dans le milieu naturel. La communauté de communes de la Bassée - Montois (CCBM) assure pour le compte de la commune le service public d'assainissement non collectif (SPANC), qui a pour mission de vérifier la bonne exécution des travaux de réalisation et de réhabilitation, ainsi que le bon fonctionnement et l’entretien des installations,.

#### Eau potable
En 2020, l'alimentation en eau potable est assurée par la commune qui en a délégué la gestion à l'entreprise Suez, dont le contrat expire le 1er janvier 2033,,.
Les nappes de Beauce et du Champigny sont classées en zone de répartition des eaux (ZRE), signifiant un déséquilibre entre les besoins en eau et la ressource disponible. Le changement climatique est susceptible d’aggraver ce déséquilibre. Ainsi afin de renforcer la garantie d’une distribution d’une eau de qualité en permanence sur le territoire du département, le troisième Plan départemental de l’eau signé, le 3 octobre 2017, contient un plan d’actions afin d’assurer avec priorisation la sécurisation de l’alimentation en eau potable des Seine-et-Marnais. A cette fin a été préparé et publié en décembre 2020 un schéma départemental d’alimentation en eau potable de secours dans lequel huit secteurs prioritaires sont définis. La commune fait partie du secteur Bassée Montois.

## Population et société

### Démographie
L'évolution du nombre d'habitants est connue à travers les recensements de la population effectués dans la commune depuis 1793. Pour les communes de moins de 10 000 habitants, une enquête de recensement portant sur toute la population est réalisée tous les cinq ans, les populations de référence des années intermédiaires étant quant à elles estimées par interpolation ou extrapolation. Pour la commune, le premier recensement exhaustif entrant dans le cadre du nouveau dispositif a été réalisé en 2007.

En 2022, la commune comptait 634 habitants, en évolution de −2,01 % par rapport à 2016 (Seine-et-Marne : +3,92 %, France hors Mayotte : +2,11 %).
| 1793 | 1800 | 1806 | 1821 | 1831 | 1836 | 1841 | 1846 | 1851 |
| ---- | ---- | ---- | ---- | ---- | ---- | ---- | ---- | ---- |
| 453  | 512  | 565  | 572  | 608  | 618  | 624  | 658  | 718  |

| 1856 | 1861 | 1866 | 1872 | 1876 | 1881 | 1886 | 1891 | 1896 |
| ---- | ---- | ---- | ---- | ---- | ---- | ---- | ---- | ---- |
| 753  | 773  | 765  | 673  | 712  | 694  | 665  | 630  | 545  |

| 1901 | 1906 | 1911 | 1921 | 1926 | 1931 | 1936 | 1946 | 1954 |
| ---- | ---- | ---- | ---- | ---- | ---- | ---- | ---- | ---- |
| 573  | 495  | 505  | 483  | 472  | 477  | 425  | 397  | 386  |

| 1962 | 1968 | 1975 | 1982 | 1990 | 1999 | 2006 | 2007 | 2012 |
| ---- | ---- | ---- | ---- | ---- | ---- | ---- | ---- | ---- |
| 392  | 373  | 358  | 430  | 450  | 525  | 564  | 569  | 643  |

| 2017 | 2022 | - | - | - | - | - | - | - |
| ---- | ---- | - | - | - | - | - | - | - |
| 642  | 634  | - | - | - | - | - | - | - |

### Enseignement
Hermé dispose d’une école élémentaire, située place de la Mairie.
Cet établissement public, inscrit sous le code UAI (Unité administrative immatriculée) : 0770070H, comprend 82 élèves  (chiffre du Ministère de l'Éducation nationale).
Il ne dispose pas d’un restaurant scolaire.
La commune dépend de l'Académie de Créteil ; pour le calendrier des vacances scolaires, Hermé est en zone C.

## Économie

### Revenus de la population et fiscalité
En 2017, le nombre de ménages fiscaux de la commune était de 253, représentant 666 personnes et la  médiane du revenu disponible par unité de consommation  de 21 470 euros.

### Emploi
En 2017 , le nombre total d’emplois dans la zone était de 119, occupant 275 actifs  résidants.
Le taux d'activité de la population (actifs ayant un emploi) âgée de 15 à 64 ans s'élevait à 67,9 % contre un taux de chômage de 10 %.
Les 22,1 % d’inactifs se répartissent de la façon suivante : 9,8 % d’étudiants et stagiaires non rémunérés, 6,3 % de retraités ou préretraités et 6 % pour les autres inactifs.

### Entreprises et commerces
En 2015, le nombre d'établissements actifs était de 76 dont 8 dans l'agriculture-sylviculture-pêche, 6 dans l’industrie, 11 dans la construction, 47 dans le commerce-transports-services divers et 4  étaient relatifs au secteur administratif.
Ces établissements ont pourvu 88 postes salariés.

### Secteurs d'activité

#### Agriculture
Hermé est dans la petite région agricole dénommée la « Bassée » ou « Basse Seine », au sud-est du département. En 2010, l'orientation technico-économique de l'agriculture sur la commune est diverses cultures (hors céréales et oléoprotéagineux, fleurs et fruits).
Si la productivité agricole de la Seine-et-Marne se situe dans le peloton de tête des départements français, le département enregistre un double phénomène de disparition des terres cultivables (près de 2 000 ha par an dans les années 1980, moins dans les années 2000) et de réduction d'environ 30 % du nombre d'agriculteurs dans les années 2010. Cette tendance n'est pas confirmée au niveau de la commune qui voit le nombre d'exploitations rester constant entre 1988 et 2010. Parallèlement, la taille de ces exploitations augmente, passant de 70 ha en 1988 à 116 ha en 2010.
Le tableau ci-dessous présente les principales caractéristiques des exploitations agricoles d'Hermé, observées sur une période de 22 ans : 
|                                      | 1988 | 2000 | 2010 |
| ------------------------------------ | ---- | ---- | ---- |
| Dimension économique,                |      |      |      |
| Nombre d’exploitations (u)           | 6    | 6    | 6    |
| Travail (UTA)                        | 6    | 6    | 10   |
| Surface agricole utilisée (ha)       | 418  | 444  | 696  |
| Cultures                             |      |      |      |
| Terres labourables (ha)              | 417  | 442  | 692  |
| Céréales (ha)                        | 308  | 325  | 452  |
| dont blé tendre (ha)                 | 162  | 198  | s    |
| dont maïs-grain et maïs-semence (ha) | 70   | s    | s    |
| Tournesol (ha)                       | 47   |      |      |
| Colza et navette (ha)                | 21   | 56   | 114  |
| Élevage                              |      |      |      |
| Cheptel (UGBTA)                      | 35   | 26   | 62   |

## Culture locale et patrimoine

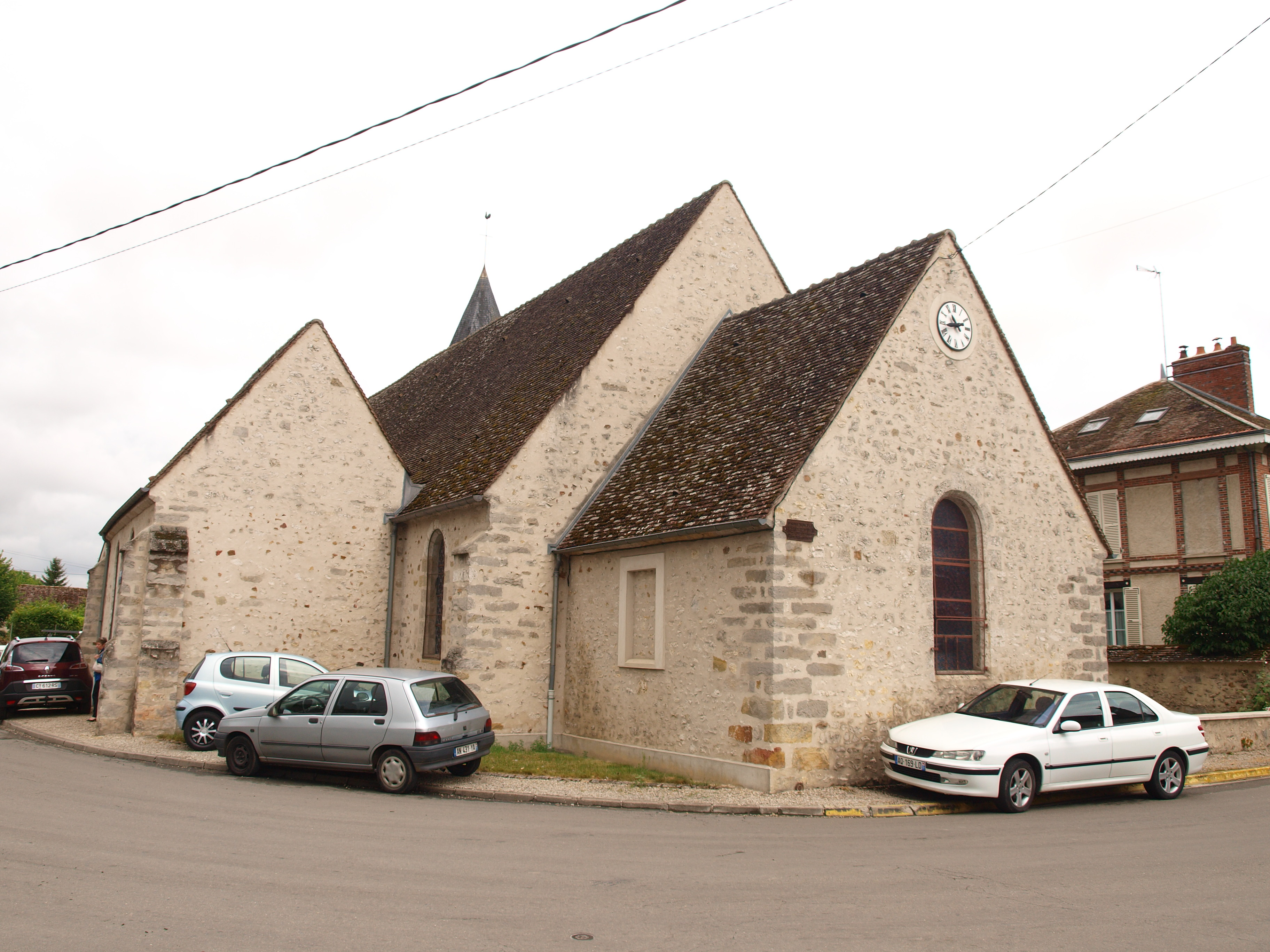
L'église Saints-Pierre-et-Paul.

### Lieux et monuments
- L'église Saints-Pierre-et-Paul.
- La forêt de Sourdun.

### Personnalités liées à la commune
- Jean-Claude Chastellain, né le 4 décembre 1747 à Hermé et mort le 5 octobre 1824 à Subligny, membre de la Convention puis député de l'Yonne au Conseil des Cinq-Cents.

### Héraldique
| Blason de Hermé | Blason  | De gueules à trois fasces vivrées d'argent, celles du chef et de la pointe chargées chacune d'une clé du champ posées en fasces et celle du milieu d'une épée couchée d'azur. |
| Blason de Hermé | Détails | Armories composées par Jean-Claude Molinier, adoptées par la municipalité en septembre 2013.                                                                                  |